# Jack & Jack
Jack & Jack é uma dupla pop-rap americana composta por Jack Johnson e Jack Gilinsky. Após ganharam sucesso através do aplicativo de mídia social Vine, a dupla se voltou para uma carreira como músicos. Eles são mais conhecidos pelo single "Rise", que atingiu mais de 160 milhões de visualizações no YouTube.

## História
Os integrantes da dupla se encontraram pela primeira vez no jardim de infância, ambos usavam a mesma camisa, ambos chamados Jack; E permaneceram amigos ao longo de toda suas jornadas escolares. Jack e Jack começaram a postar clipes de seis segundos como um dueto no Vine durante o verão de 2013. No mesmo ano, criaram um canal no YouTube. No aplicativo, faziam sátiras, incluindo paródias de canções populares.
Apesar de ter sido feito apenas como um hobby, a dupla obteve muito sucesso, principalmente com o clipe Nerd Vandals, que acumulou 25 mil curtidas em um curto período de tempo. Jack & Jack fizeram uma turnê e até lançaram dois jogos para dispositivos móveis. O jogo Let It Goat possuía mais de um milhão de downloads no primeiro mês.
Jack & Jack gravaram suas primeiras músicas co-escritas em um estúdio improvisado. Sua primeira música original, "Distance", foi lançada em janeiro de 2014. Em fevereiro do ano seguinte, Jack & Jack lançaram 11 singles com intenção de criarem seu álbum de estreia. Ambos os Jacks tocam instrumentos e escrevem suas próprias músicas, compartilhando interesses entre gêneros, incluindo reggae, R&B, pop e hip hop.
O single "Like That" atingiu as paradas da Billboard logo após o lançamento de seu vídeoclipe oficial, no qual Jack & Jack homenageiam o icônico álbum Abbey Road, dos The Beatles. Em 24 de julho de 2015, lançou um um extended play intitulado Calibraska, este alcançou o número um nas paradas do iTunes dos Estados Unidos em horas após de seu lançamento.

### Controvérsias
Em 20 de setembro de 2016, Jack Gilinsky foi preso no aeroporto de Los Angeles. O cantor comprou uma camiseta, mas saiu da loja sem pagar. Ao perceber que não havia pagado pela roupa, voltou a loja, porém, o dono do estabelecimento já havia comunicado a polícia. Logo após, foi levado à delegacia, tendo que pagar fiança para ser liberado. Todo acontecimento foi gravado e divulgado no Snapchat do cantor.
Em 1 de julho de 2017, foi divulgado um áudio nas redes sociais, no qual Jack Gilinsky agride verbalmente a sua ex-namorada, Madison Beer. Segundo o cantor, o áudio não é atual.
| “               | Não há palavras que justifiquem o que saiu da minha boca naquele áudio. [...] Mas as pessoas mudam e aprendem com seus erros. | ” |
| — Jack Gilinsky | |   |

Beer afirmou que "ninguém merece ser tratado daquele jeito. Você merece respeito de todos". Em 8 de julho de 2017, Jack Johnson, que compõe a dupla, divulgou um vídeo nas redes sociais onde comenta o caso. No vídeo intitulado The truth (A verdade em português), o cantor diz que Beer também insultava Gilinsky e que foi ela quem vazou o áudio:
| “ | Eu acompanhei as brigas pelos últimos 3 anos, e eu sei como tudo aconteceu. [...] O relacionamento deles era mútuo, e ela tenta agir como se fosse um anjo. | ” |

## Discografia

### Álbuns
| Título                | Informações                                                   | Posição | Vendas                                                    |
| Título                | Informações                                                   | EUA     | Vendas                                                    |
| --------------------- | ------------------------------------------------------------- | ------- | --------------------------------------------------------- |
| Calibraska            | - Lançamento: 24 de julho de 2015 - Formato: Download digital | 12      | - EUA: 22 mil - Mundo: 30 mil (primeira semana de vendas) |
| Gone                  | - Lançamento: 26 de maio de 2017 - Formato: Download digital  | 15      | —                                                         |
| A good friend is nice | - Lançamento: 25 de janeiro de 2019                           |         |                                                           |

### Singles
| "Indoor Recess"                                                                         | 2013 | —  | —  |
| "Distance"                                                                              | 2014 | —  | —  |
| "Flights"                                                                               | 2014 | —  | —  |
| "Paradise"                                                                              | 2014 | —  | —  |
| "Doing It Right"                                                                        | 2014 | —  | 82 |
| "Wild Life"                                                                             | 2014 | 87 | 25 |
| "Cold Hearted"                                                                          | 2014 | —  | —  |
| "Tides"                                                                                 | 2014 | —  | 46 |
| "Groove"                                                                                | 2014 | —  | —  |
| "Right Where You Are"                                                                   | 2014 | —  | 50 |
| "Like That"                                                                             | 2014 | —  | 36 |
| "Cheat Codes"                                                                           | 2014 | —  | —  |
| "I'm In Love"                                                                           | 2016 | —  | —  |
| "All weekend long"                                                                      | 2016 | —  | —  |
| "No one compares to you"                                                                | 2018 |    |    |
| "Tension"                                                                               | 2019 |    |    |
| "—" indica lançamentos que não se classificaram ou não foram lançados nesse território. |      |    |    |

### Participações especiais
| "Bucket List" (canção de Wesley Stromberg)                                              | 2014 | — | — |
| "Party of the Year" (canção do DJ Rupp)                                                 | 2015 | — | — |
| "Firecracker" (canção de Dyllan Murray)                                                 | 2015 | — | — |
| "Roll 'em Up" (canção de Alli Simpson)                                                  | 2015 | — | — |
| "808" (canção de Kalin e Myles)                                                         | 2015 | — | — |
| "I'm In Love" (canção do cantor Skate)                                                  | 2015 | — | — |
| "Empire" (canção de Sweet California)                                                   | 2017 | — | — |
| "Rise" (canção de Jonas Blue)                                                           | 2018 | — | — |
| "—" indica lançamentos que não se classificaram ou não foram lançados nesse território. |      |   |   |

### Vídeos musicais
| Ano  | Título             | Diretor        | Notas               |
| ---- | ------------------ | -------------- | ------------------- |
| 2014 | "Doing It Right"   | Dylan Adams    | —                   |
| 2014 | "Tides"            | Andre LaDon    | —                   |
| 2014 | "Wild Life"        | Niklaus Lange  | —                   |
| 2015 | "Like That"        | Andre LaDon    | —                   |
| 2015 | "Groove"           | Andre LaDon    | —                   |
| 2015 | "California"       | Raúl Fernández | Colaboração de Dell |
| 2016 | "How We Livin"     | Andre LaDon    | —                   |
| 2016 | "All weekend long" | —              | —                   |
| 2017 | "Distraction"      | Jack & Jack    | —                   |
| 2017 | "Falling"          | Jack & Jack    | —                   |
| 2017 | "Last thing"       | Jack & Jack    | —                   |
| 2017 | "Hurt people"      | Jack & Jack    | —                   |
| 2017 | "2 Cigarettes"     | Jack & Jack    | —                   |

## Filmografia
| Ano  | Título                   | Personagem  |
| ---- | ------------------------ | ----------- |
| 2014 | Jack and Jack: The Movie | Eles mesmos |

## Prêmios e indicações
| Ano  | Prêmio                   | Categoria                   | Resultado |
| ---- | ------------------------ | --------------------------- | --------- |
| 2014 | Teen Choice Awards       |                             | Indicado  |
| 2015 | MTV Woodie Awards        |                             | Venceu    |
| 2015 | Teen Choice Awards       | Estrela de Internet: Música | Indicado  |
| 2015 | Streamy Awards           | Entretenimento do ano       | Indicado  |
| 2017 | iHeartRadio Music Awards |                             | Venceu    |
| 2019 | Brit Awards              | Vídeo Britânico do Ano      | Indicado  |